# Dúbrava
Dúbrava es un municipio situado en el distrito de Levoča, en la región de Prešov, Eslovaquia. Según el censo de 2021, tiene una población de 329 habitantes.
Está ubicado al suroeste de la región, cerca del río Hernád (cuenca hidrográfica del río Tisza) y de la frontera con la región de Košice.

## Demografía
| Año        | 1994 | 2004    | 2014     | 2024    |
| ---------- | ---- | ------- | -------- | ------- |
| Población  | 337  | 368     | 330      | 332     |
| Diferencia |      | +9,19 % | −10,32 % | +0,60 % |

| Año        | 2023 | 2024    |
| ---------- | ---- | ------- |
| Población  | 330  | 332     |
| Diferencia |      | +0,60 % |